# ガーディアンズ4
ガーディアンズ4（ガーディアンズフォー）は、ハロー!プロジェクトに所属する女性歌手グループ、女性アイドルグループである。

## 概要
- テレビ東京系列で放送中のアニメ『しゅごキャラ!!どきっ』の、2009年4月からのオープニングテーマ曲を担当するにあたって結成されたユニットである[2]。
- メンバーは、モーニング娘。から光井愛佳、Berryz工房から熊井友理奈と菅谷梨沙子、℃-uteから中島早貴の4人が選抜された。光井と中島はアテナ&ロビケロッツに続いての参加である。
- 所属レーベルはBuono!・しゅごキャラエッグ!と同じくポニーキャニオンである。
- 立ち位置は、横に並んだときは中島、菅谷、光井、熊井という位置取りである。フォーメーションが変わって縦に並ぶときは、前から菅谷、中島、光井、熊井の順（PARTY TIME）で、菅谷が前面に出た格好である。

## メンバー
所属グループは活動当時。現在は全員がハロー!プロジェクトを卒業している（Berryz工房は2015年をもって無期限活動停止、℃-uteは2017年に解散）。
- 光井愛佳（モーニング娘。）：暫定リーダー
  - しゅごキャラはラン
- 熊井友理奈（Berryz工房）
  - しゅごキャラはスゥ
- 菅谷梨沙子（Berryz工房）
  - しゅごキャラはミキ
- 中島早貴（℃-ute）
  - しゅごキャラはダイヤ

## 略歴
- 2009年
  - 3月、『なかよし』内で、4月から『しゅごキャラ!!どきっ』のオープニングテーマ曲を担当することが発表される。
  - 4月3日、公式サイトにてユニット結成が発表された[3]。
  - 5月27日、デビューシングル「おまかせ♪ガーディアン」発売。
- 2010年
  - 3月27日、アニメ「しゅごキャラ!シリーズ」の放送が終了したため、事実上活動休止となる。
- 2015年
  - 2月28日・3月1日、Berryz工房祭り(東京、有明コロシアム)にて限定的に再結成される(メンバーは中島、熊井、菅谷の3名)。
- 2025年
  - 1日2日、過去にリリースした楽曲を翌3日より各サブスクリプション型（定額制）音楽ストリーミングサービスで配信開始することが発表される[4]。

## ディスコグラフィー

### シングル
1. おまかせ♪ガーディアン （2009年5月27日）
2. School Days （2009年9月2日）
3. PARTY TIME （2009年11月18日） - 「わたしのたまご」（しゅごキャラエッグ!）と両Ａ面シングル
4. Going On! （2010年1月20日） - B面には、しゅごキャラエッグ!が歌う「ありがとう〜大きくカンシャ〜」が収録されている

### シングルV
1. おまかせ♪ガーディアン （2009年6月10日）
2. School Days （2009年9月16日）
3. PARTY TIME （2009年12月2日）
4. Going On! （2010年2月3日）

## イベント

### リリースイベント
- 1stシングル｢おまかせ♪ガーディアン｣リリースイベント （2009年5月）
- 2ndシングル｢School Days｣リリースイベント （2009年9月11日）
- 3rdシングル｢PARTY TIME/わたしのたまご｣リリースイベント （2009年12月15日）
- 4thシングル｢Going On!｣リリースイベント （2010年2月14日）
  - ゲスト出演 Buono!・しゅごキャラエッグ!